# Лексингтон (Џорџија)
Лексингтон (енгл. Lexington) град је у америчкој савезној држави Џорџија. По попису становништва из 2010. у њему је живело 228 становника.

## Демографија
Према попису становништва из 2010. у граду је живело 228 становника, што је 11 (4,6%) становника мање него 2000. године.
| Група             | 2000.       | 2010.       |
| Белци             | 167 (69,9%) | 171 (75,0%) |
| Афроамериканци    | 62 (25,9%)  | 54 (23,7%)  |
| Азијати           | 0 (0,0%)    | 0 (0,0%)    |
| Хиспаноамериканци | 3 (1,3%)    | 0 (0,0%)    |
| Укупно            | 239         | 228         |